# Liste islamischer Universitäten und Colleges in Indien

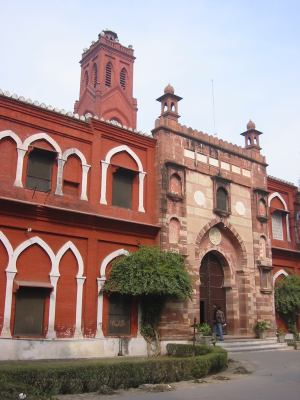
Aligarh Muslim University

Dies ist eine Liste islamischer Universitäten und Colleges in Indien.

## Moderne Universitäten und Institute
- Aliah University Kolkata
- Aligarh Muslim University
- Anjuman-I-Islam, Mumbai
- Era's Lucknow Medical College, Lucknow
- Jamal Mohamed College, Trichirapally
- Dar-us Salam Education Trust, Hyderabad
- Jamia Millia Islamia
- Hamdard University, Delhi
- Al-Barkaat Educational Institutions, Aligarh
- The Maulana Azad Education Society, Aurangabad
- Dr. Rafiq Zakariya Campus, Aurangabad
- Al Ameen Educational Society
- Crescent Engineering College
- Al-Kabir Educational Society
- Darul Huda Islamic University
- Dar ul-Ulum Deoband Saharanpur
- Darul-uloom Nadwatul Ulama
- Integral University
- Ibn Sina Academy of Medieval Medicine and Sciences
- National College Of Engineering, Tirunelveli
- Al Falah School of Engineering and Technology, Faridabad
- Darul Huda Islamic University
- Osmania University, Hyderabad
- Shadan Medical College, Hyderabad
- Deccan Medical College, Hyderabad
- Muslim Educational Association of Southern India
- Aliah University
- M.S.S. Wakf Board College, Madurai
- Mohammad Ali Jauhar University

## Traditionelle islamische Universitäten
- Darul Uloom Hyderabad, Hyderabad
- Jamia Nizamia, Hyderabad
- Markazu Saqafathi Sunniya, Kerala
- Jamia Darul Huda Islamiyya
- Raza Academy
- Al Jamea tus Saifiyah
- Darul Huda Islamic University, Kerala